# Fax (programa de televisión)
Fax fue un programa de televisión argentino conducido por Nicolás Repetto y María Laura Santillán que se emitìó entre el 11 de marzo de 1991 y 18 de diciembre de 1992, por Canal 13. Fue el primer ganador del Martín Fierro de Oro. En el programa estaban Pichuqui Mendizabal, César Bertrand, las apariciones ocasionales de Reina Reech, Mariquita Valenzuela y el debut televisivo de Marley.
Al Cierre de cada programa, desde la segunda y última temporada, en 1992, hasta el 18 de diciembre de ese año, todo el elenco masculino y femenino coral del programa, interpretaba de Mercedes Sosa, Los Bailes de la Vida.

## Sucesiones
| Predecesor: Ninguno (Primera Entrega) | Martín Fierro de Oro 1991 | Sucesor: Almorzando con Mirtha Legrand |

- Datos: Q16566462